# Elettra Lamborghini
Elettra Miura Lamborghini (Boloña, Emilia-Romaña, 17 de mayo de 1994) es una cantante, personalidad de televisión, modelo, presentadora y jinete italiana, conocida por su participación en Super Shore.

## Primeros años
Elettra Lamborghini nació en Boloña, el 17 de mayo de 1994. Es hija de Tonino Lamborghini y de Luisa Peterlongo, y nieta del famoso fabricante italiano de automóviles y tractores, Ferruccio Lamborghini. Su segundo nombre proviene del famoso modelo de automóvil superdeportivo, Lamborghini Miura, sobre el cual su padre escribió un libro. Tiene cuatro hermanos: Ferruccio Lamborghini Jr., Ginevra, Flaminia y Lucrezia. Elettra Lamborghini, antes de entrar en la farándula, tenía como práctica deportiva la equitación, específicamente el salto ecuestre.

## Carrera
En agosto de 2015, Lamborghini tuvo la oportunidad de aventurarse en la televisión, con el inicio de la grabación del programa de telerrealidad Super Shore, el que tuvo su estreno el 2 de febrero de 2016 simultáneamente en MTV Latinoamérica, MTV España y MTV Francia. Inmediatamente, Lamborghini llamó la atención del público por su personalidad controvertida y peculiar. En junio de 2016, Lamborghini fue confirmada para la segunda temporada del programa, juntamente con todos sus colegas para la primera temporada, teniendo su estreno en octubre del mismo año y llegando a su fin en enero de 2017. De noviembre de 2016 a enero de 2017, integra la primera temporada del programa italiano Riccanza.
En diciembre de 2016, Lamborghini fue confirmada como competidora en el popular programa de telerrealidad Gran Hermano VIP 5, junto con famosos como Ivonne Reyes, Emma Ozores, Marco Ferri o Alyson Eckmann, entre otros. El programa de telerrealidad se estrenó en enero de 2017. Lamborghini fue la decimotercera eliminada del programa, dejando el programa el 6 de abril de 2017. Quedando en el cuarto lugar de la competencia.
El 28 de febrero de 2017, Lamborghini fue confirmada como integrante del elenco principal de Geordie Shore en la décima cuarta temporada de este programa británico. La temporada fue grabada en noviembre de 2016 y comenzó a ser exhibida el 28 de marzo de 2017. En marzo del mismo año, Lamborghini fue escogida para hacer un intercambio del programa Gran Hermano al de Big Brother Brasil 17. En marzo de 2017, fue confirmada en el elenco de la tercera temporada del programa de telerrealidad Super Shore, estrenado en octubre del mismo año. En septiembre de 2017, fue confirmada su participación en la décima quinta temporada de Geordie Shore con el viaje del elenco fijo de la temporada a Roma.
En septiembre de 2018 Lamborghini colaboró con Guè Pequeno en la canción «Lamborghini (RMX)».
En noviembre de 2017 regresa al elenco de la segunda temporada del programa #Riccanza.
En enero de 2018, Lamborghini anunció el lanzamiento de su primer sencillo titulado «Pem pem», para el 2 de febrero de 2018. Lamborghini presentó la canción por primera vez, en vivo, el 22 de enero durante el espectáculo de medio tiempo de la NBA en el Staples Center, en Los Ángeles.
Debido a su viaje a México promocionando su sencillo, Lamborghini visitó el puerto de Acapulco, Guerrero, para incorporarse a la quinta temporada de la versión latinoamericana de Jersey Shore, Acapulco Shore. En junio de 2018 MTV Italia confirmó que Lamborghini sería la presentadora de Ex on the Beach Italia. En diciembre del 2018 participa en la remezcla de «Cupido», junto a Sfera Ebbasta, Khea, Duki y Quavo.
Lamborghini fue jurado en la sexta temporada de The Voice of Italy, estrenada en 2019.
En 2020 Lamborghini participó por primera vez en el Festival de la Canción de San Remo con el tema «Musica (e il resto scompare)», donde quedó en vigésimo primer lugar.
En 2025 firmó con Universal Music México para expander su talento y producir un álbum tanto en idioma español, como en idioma inglés.

## Vida personal
Lamborghini es abiertamente bisexual. En 2018 comenzó una relación sentimental con el disc-jockey neerlandés Afrojack y el 27 de diciembre de 2019 anuncia su compromiso con él, mediante sus redes sociales. La pareja se casó formalmente el 26 de septiembre de 2020 en Villa Balbiano, Italia.

## Filmografía
| Año       | Título                                  | Cadena                         | Notas                                                              |
| --------- | --------------------------------------- | ------------------------------ | ------------------------------------------------------------------ |
| 2016–2017 | Super Shore                             | MTV España MTV Latinoamérica   | Reparto principal (temporada 1-3)                                  |
| 2016–2017 | #Riccanza                               | MTV Italia                     | Reparto principal (temporada 1-2)                                  |
| 2017      | Gran Hermano VIP 5                      | Telecinco                      | Concursante, 4.ª finalista                                         |
| 2017      | Big Brother Brasil 17                   | Rede Globo                     | Invitada especial                                                  |
| 2017      | Geordie Shore                           | MTV Reino Unido                | Reparto principal (temporada 14) Reparto recurrente (temporada 15) |
| 2018      | Acaplay                                 | MTV Latinoamérica              | Invitada especial, 4 episodios                                     |
| 2018      | Acapulco Shore                          | MTV Latinoamérica              | Reparto recurrente (temporada 5)                                   |
| 2018      | Ex on the Beach Italia                  | MTV Italia                     | Presentadora (temporada 1)                                         |
| 2019      | The Voice of Italy                      | Rai 2                          | Juez                                                               |
| 2019      | Elettra Lamborghini: Twerking Queen     | MTV Italia                     | Reparto principal                                                  |
| 2020      | Festival de la Canción de San Remo 2020 | Rai 2                          | 21.er lugar («Musica (e il resto scompare)»)                       |
| 2020      | Name That Tune: Adivina la canción      | TV8                            | Concursante                                                        |
| 2021      | Elettra e il resto scompare             | Discovery+                     | Reparto principal                                                  |
| 2021      | Stasera tutto è possibile               | Rai 2                          | Invitada especial, 3 episodios                                     |
| 2021      | La caserma                              | Rai 2                          | Invitada especial, 1 episodio                                      |
| 2021      | Supervivientes 2021                     | Telecinco                      | Opinante                                                           |
| 2021      | L'Isola di famosi                       | Canale 5                       | Opinante                                                           |
| 2021      | Game of Games                           | Rai 2                          | Juez                                                               |
| 2022      | Only Fun-Comico Show                    | Discovery+ / Warner Bros Italy | Presentadora y humorista                                           |

## Discografía

### Álbumes de estudio
- 2019: Twerking Queen
- 2020: Twerking Queen (el resto es nada) (reedición de Twerking Queen)
- 2023: Elettraton

### EP
2021: «Twerking Beach»

### Sencillos
| Título | Año                    | Mejores posiciones     | Ventas                 | Certificaciones                   | Álbum                       |
| Título | Año                    | ITA                    | Ventas                 | Certificaciones                   | Álbum                       |
| Como artista principal                                                                                    | Como artista principal | Como artista principal | Como artista principal | Como artista principal            | Como artista principal      |
| --- | ---------------------- | ---------------------- | ---------------------- | --------------------------------- | --------------------------- |
| «Pem pem»                                                                                                 | 2018                   | 6                      | - ITA: 100,000+        | - FIMI: Oro - FIMI: Platino       | Twerking Queen              |
| «Mala» | 2018                   | 13                     | - ITA: 25,000+         | - FIMI: Oro - FIMI:               | Twerking Queen              |
| «Tócame» (con Pitbull y Childplay)                                                                        | 2019                   | 45                     | - ITA: 25,000+         | - FIMI: Oro - FIMI:               | Twerking Queen              |
| «Fanfare» (con Guè Pequeno)                                                                               | 2019                   | 34                     | - ITA:                 | - FIMI: - FIMI:                   | Twerking Queen              |
| «Musica (e il resto scompare)»                                                                            | 2020                   | 5                      | - ITA: 140,000+        | - FIMI: - FIMI: Doble Platino     | Twerking Queen              |
| «Hola Kitty» (con La$$a y Bazzey)                                                                         | 2020                   |                        | - ITA:                 | - FIMI: - FIMI:                   | No pertenece a ningún álbum |
| «La isla» (con Giusy Ferreri)                                                                             | 2020                   | 22                     | - ITA:                 | - FIMI: - FIMI:                   | No pertenece a ningún álbum |
| «Pistolero»                                                                                               | 2021                   | 4                      | - ITA: 140,000+        | - FIMI: Oro - FIMI: Doble Platino | No pertenece a ningún álbum |
| Como artista invitada                                                                                     |                        |                        |                        |                                   |                             |
| «Lamborghini (RMX)» (de Guè Pequeno con Sfera Ebbasta)                                                    | 2017                   | 1                      | - ITA: 200,000+        |                                   |                             |
| «Cupido (RMX)» (de Sfera Ebbasta con Duki, Khea y Quavo)                                                  | 2018                   | 3                      | - ITA: 200,000+        |                                   |                             |
| "—" indica lanzamientos que no figuraron en las listas de popularidad o no fueron lanzados en esa región. |                        |                        |                        |                                   |                             |

## Premios y nominaciones
| Año  | Premio            | Categoría                           | Trabajo nominado            | Resultado |
| ---- | ----------------- | ----------------------------------- | --------------------------- | --------- |
| 2019 | MTV EMA           | Mejor artista italiano              | Ella misma                  | Nominada  |
| 2020 | MTV EMA           | Mejor artista italiano              | Ella misma                  | Nominada  |
| 2021 | Festival BCT      | Mejor docurrealidad de la temporada | Elettra e il resto scompare | Ganadora  |
| 2021 | Festival BCT      | Excelencia artística italiana       | Ella misma                  | Ganadora  |
| 2021 | Seal Music Awards | Sencillo multiplatino               | «Pistolero»                 | Ganadora  |